# Żywkowo (Górowo Iławeckie)
Żywkowo (deutsch Schewecken) ist ein Ort in der polnischen Woiwodschaft Ermland-Masuren. Er gehört zur Gmina Górowo Iławeckie (Landgemeinde Landsberg (Ostpr.)) im Powiat Bartoszycki (Kreis Bartenstein (Ostpr.)).

## Geographische Lage
Żywkowo liegt wenige hundert Meter südlich der polnischen Staatsgrenze zur russischen Oblast Kaliningrad (Gebiet Königsberg (Preußen)) in der nördlichen Mitte der Woiwodschaft Ermland-Masuren. Bis zu der jetzt auf russischem Hoheitsgebiet gelegenen früheren Kreisstadt Preußisch Eylau (russisch Bagrationowsk) sind es vier Kilometer in nordöstlicher Richtung. Die heutige Kreismetropole Bartoszyce (deutsch Bartenstein) liegt 19 Kilometer südöstlich.

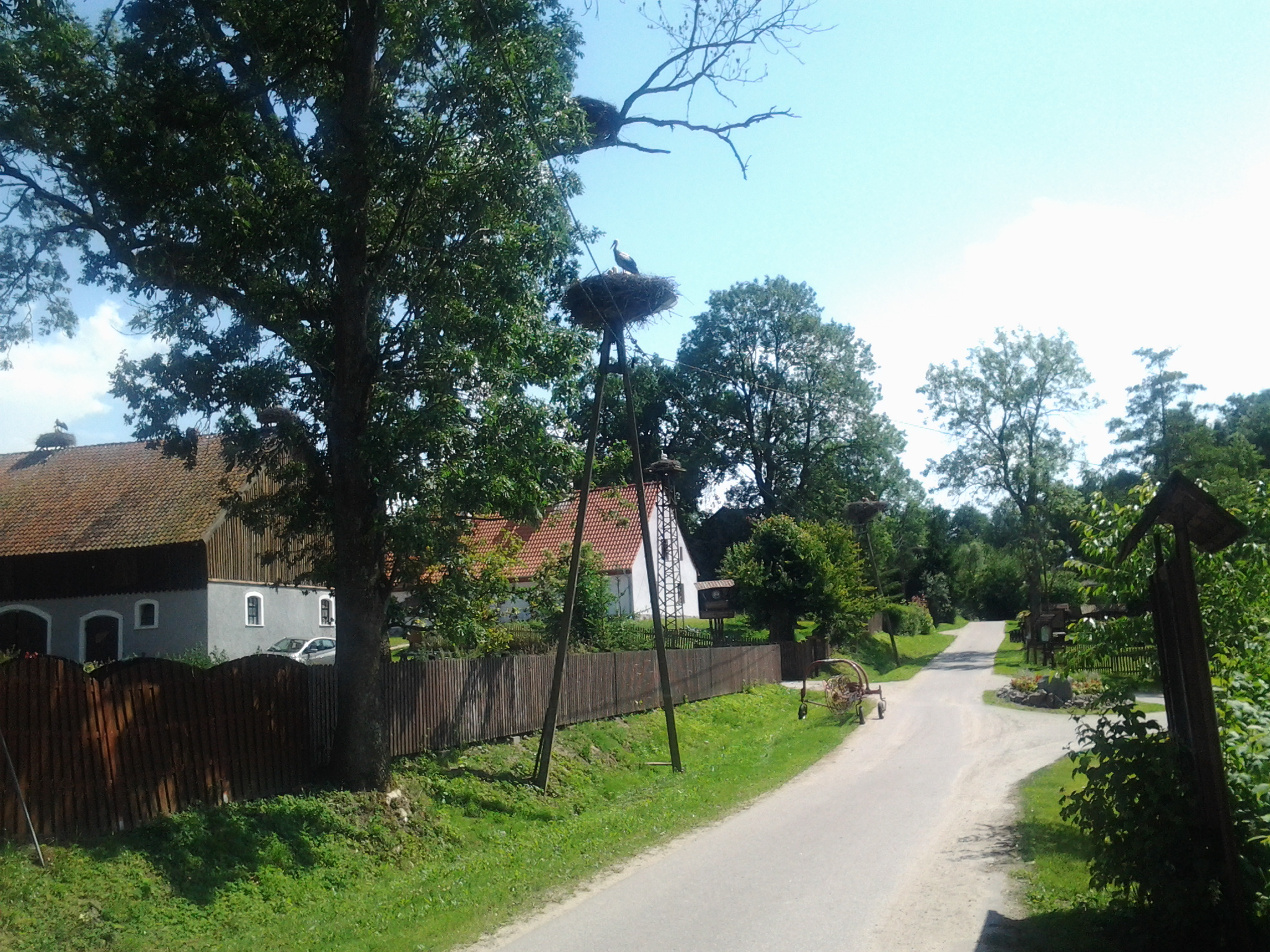
Dorfstraße mit Storchennest in Żywkowo

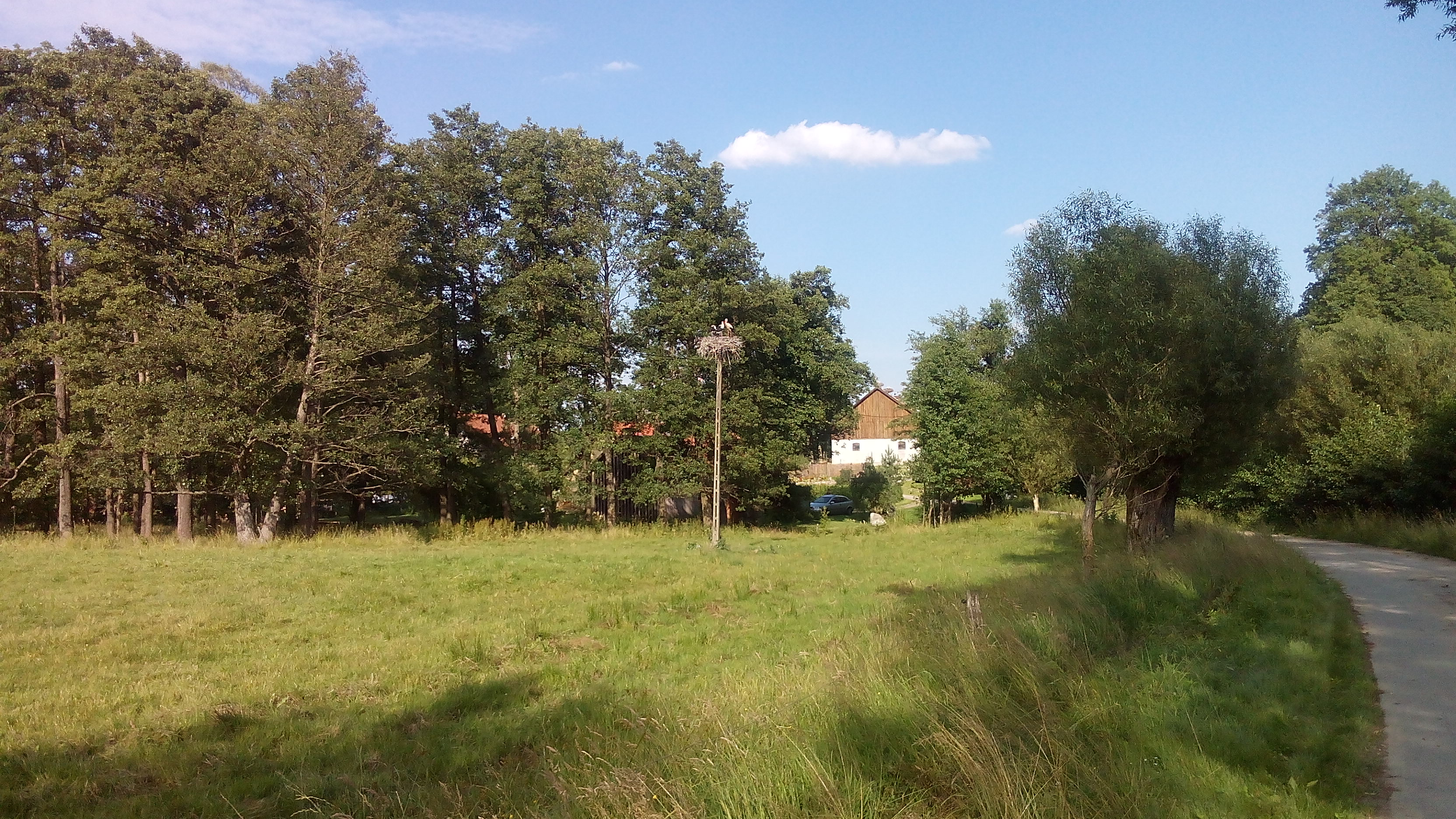
Storchennest am Ortsrand

## Geschichte
Vor 1437 wurde das damalige Schirteynen gegründet. Der Ort, der aus mehreren großen und kleinen Höfen bestand, wurde nach 1437 Scheweyken, nach 1650 Scheweken, nach 1772 Schiwecken und nach 1792 Schewecken genannt.
Im Jahre 1874 kam die Landgemeinde Schewecken zum neu errichteten Amtsbezirk Henriettenhof im ostpreußischen Kreis Preußisch Eylau. 42 Einwohner zählte sie im Jahre 1910.
Am 30. September 1928 gab die Landgemeinde Schewecken ihre Eigenständigkeit auf: Sie schloss sich mit den Gutsbezirken Tenknitten (russisch: Muromskoje) und Grünhöfchen (polnisch Grądzik) sowie dem Waldhaus Schwadtken (polnisch Świadki Iławeckie) zur neuen Landgemeinde Tenknitten zusammen.
Etwa zwei Jahre später – am 14. Mai 1930 – wurden die Ortsteile Schewecken und Tenknitten der Landgemeinde Tenknitten in den Amtsbezirk Gallehnen (polnisch Gałajny) umgliedert, der aber seinerseits nur wenige Wochen später – am 28. Mai 1930 – in „Amtsbezirk Topprienen“ (polnisch Toprzyny) umbenannt wurde.
In Kriegsfolge wurde Ostpreußen 1945 geteilt. Nordostpreußen kam zur Sowjetunion und Südostpreußen zu Polen. Die Grenze verlief direkt am nördlichen Ortsrand von Schewecken, das die polnische Namensform „Żywkowo“ erhielt. Żywkowo ist heute ein Ortsteil der Gmina Górowo Iławeckie (Landgemeinde Landsberg (Ostpr.)) im Powiat Bartoszycki (Kreis Bartenstein (Ostpr.)). Im Jahre 2022 zählte es 28 Einwohner.

## „Storchenhauptstadt“

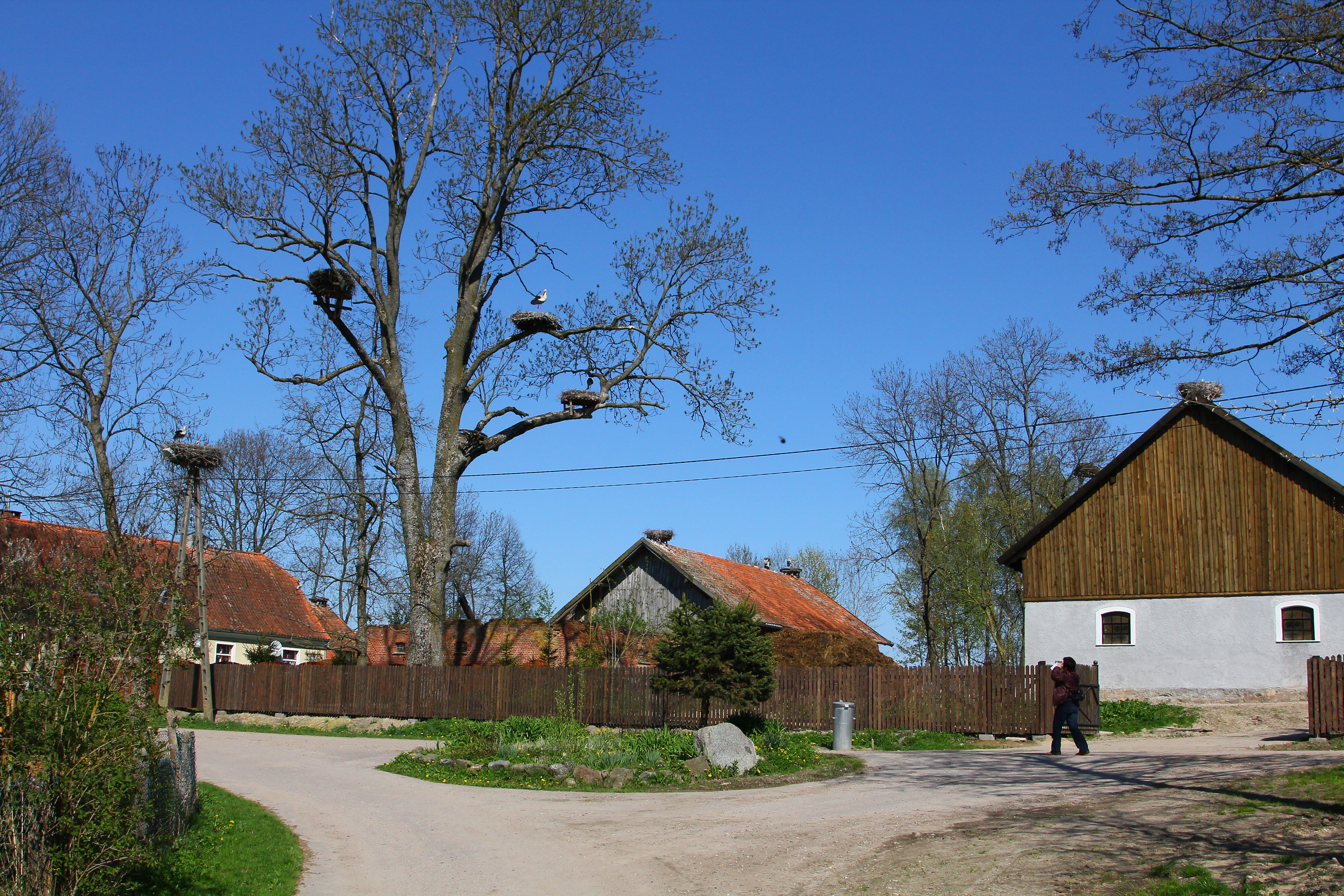
Zahlreiche Storchennester in der Ortsmitte von Żykowo

Żydowo nennt man gerne „Storchenhauptstadt“ im nördlichen Ermland, wo sich eine für Störche ideale Landschaft bietet. An der heutigen Grenze zwischen der Oblast Kaliningrad und der Woiwodschaft Ermland-Masuren gibt es zahlreiche Feuchtgebiete mit regelmäßigen Überschwemmungen, brachliegenden Feldern und einer nur sehr extensiv betriebenen Landwirtschaft. So wundert es nicht, dass es an der Grenze allein zehn Orte gibt, die sich Storchendörfer nennen, und auch nicht, dass das Dorf mit den meisten Storchennestern (fast doppelt so viele wie Einwohner!) nun eben Schewecken/Żywkowo ist.
Die Polnische Gesellschaft für Vogelschutz hat nach 1998 dafür gesorgt, dass in Żywkowo 13 Haus- und Scheunendächer renoviert wurden, die zu den beliebtesten Nistplätzen der Störche gehören. Ihre Nester befinden sich aber auch auf Bäumen, Masten und Schornsteinen.
In Żywkowo steht ein Turm, von dem aus man die Vögel beobachten kann – Anlass genug für zahlreiche Touristen, den Ort zu besuchen.

## Kirche
Bis 1945 war Schewecken kirchlich nach Preußisch Eylau eingepfarrt: zur dortigen evangelischen Pfarrkirche in der Kirchenprovinz Ostpreußen der Kirche der Altpreußischen Union als auch in römisch-katholische Pfarrei der Kreisstadt im damaligen Bistum Ermland. Heute besuchen die evangelischen Einwohner Żywkowos die Kirche in Bartoszyce (Bartenstein) und die katholischen die Kirche in Gałajny (Gallehnen).

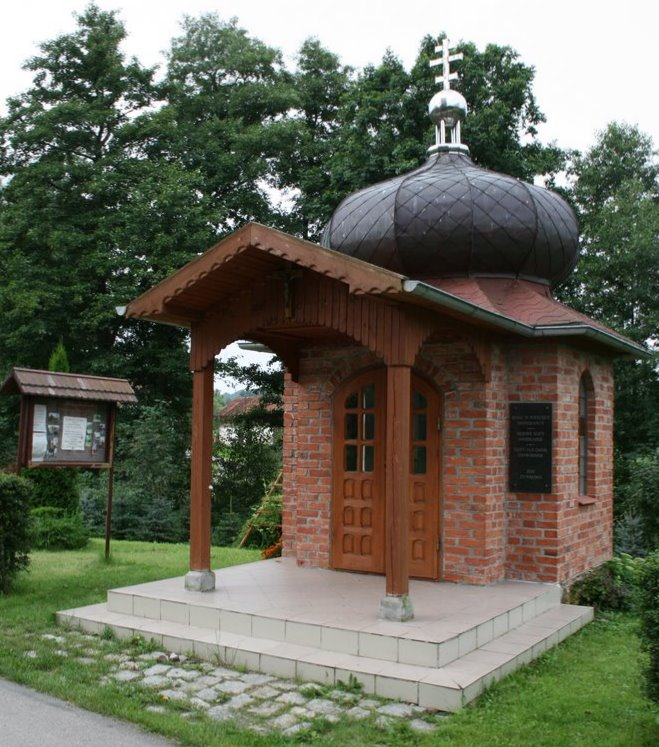
Ukrainisch griechisch-katholische Kapelle

Nach der Vertreibung der deutschen Einwohner siedelten sich in den 1950er Jahren zahlreiche ukrainische Neubürger hier an, deren Nachfahren – fast ausnahmslos der Ukrainisch griechisch-katholischen Kirche zugehörig – im Jahre 2000 in Żywkowo eine eigene Kapelle errichteten.

## Verkehr
Żywkowo liegt westlich der polnischen Woiwodschaftsstraße 511 (Teilstück der einstigen deutschen Reichsstraße 134) und ist von dort im Abzweig Grądzik (Grünhöfchen) über eine Nebenstraße auf direktem Wege zu erreichen.
Eine Bahnanbindung besteht nicht mehr. Bis 1945 war die Stadt Preußisch Eylau die nächste Bahnstation. Hier verkehren jedoch keine Züge mehr.